# طوابع الجزائر 1975
يسجل هذا المقال الطوابع البريدية الجزائرية التي أصدرتها إدارة البريد في عام 1975.

## العموميات
تحمل الإصدارات عبارة « اَلْجُمهُورِيَّة اَلْجَزَائِرِيَّة اَلدِّيمُقرَاطِيَّة اَلشَّعبِيَّة » و« البريد » باللغة العربية. أما باللغة الفرنسية فهناك عبارتان هما « Algérie » والتي تعني الجزائر، بالإضافة إلى قيمة اسمية محددة بالدينار جزائري

## قائمة الطوابع الصادرة
| 267 |  | وردة عطرة القيمة الاسمية: 0٫40 دينار جزائري الكمية المطبوعة: 1٬300٬000 طابع بريد تاريخ الإصدار: 5 يناير 1975 تاريخ السحب: 31 مايو 1980 الطول: 23 مليمتر الارتفاع: 32٫5 مليمتر التسنين: تثقيب ½11 الرسام: الطابع: |  | الوصف يظهر هذا الطابع البريدي زهرة الورد العطر بلونها الوردي الناعم. الطابع يحمل قيمة 0.50 دينار جزائري، وقد تم تمييزه بطباعة إضافي أسود في الأسفل، مما يدل على إعادة استخدامه أو إعادة تقييمه في وقت لاحق. |

| 268 |  | ألعاب البحر الأبيض المتوسط الجزائر 1975 - شعار الألعاب 0.50 دج القيمة الاسمية: 0٫50 دينار جزائري الكمية المطبوعة: 1٬000٬000 طابع بريد تاريخ الإصدار: 25 يناير 1975 تاريخ السحب: 31 مايو 1980 الطول: 49٫5 مليمتر الارتفاع: 30 مليمتر التسنين: تثقيب 13 الرسام: الطابع: |  | الوصف يخلد هذا الطابع البريدي استضافة الجزائر لدورة ألعاب البحر الأبيض المتوسط 1975 في العاصمة الجزائر. يظهر في التصميم شعار الألعاب المكون من حلقات رمزية باللونين الأخضر والبنفسجي، مع كتابة "الجزائر 75" في المركز. يحمل الطابع قيمة 0,50 دينار. |

| 269 |  | ألعاب البحر الأبيض المتوسط الجزائر 1975 - شعار الألعاب 1 دج القيمة الاسمية: 1 دينار جزائري الكمية المطبوعة: 500٬000 طابع بريد تاريخ الإصدار: 25 يناير 1975 تاريخ السحب: 31 مايو 1980 الطول: 49٫5 مليمتر الارتفاع: 30 مليمتر التسنين: تثقيب 13 الرسام: الطابع: |  | الوصف هذا الطابع البريدي الجزائري يخلد دورة ألعاب البحر الأبيض المتوسط التي استضافتها الجزائر عام 1975. يتميز الطابع بخلفية برتقالية جذابة، ويظهر في مركزه شعار الألعاب المكون من خطوط دائرية باللون البنفسجي الداكن تشكل إطارا يحمل عبارة "الجزائر 75". يتضمن التصميم أيضاً ثلاث دوائر رمزية في الزاوية العليا تمثل روح المنافسة والتضامن بين الدول المتوسطية. |

| 270 |  | الأزياء الجزائرية - الجزائر القيمة الاسمية: 1 دينار جزائري الكمية المطبوعة: 500٬000 طابع بريد تاريخ الإصدار: 22 فبراير 1975 تاريخ السحب: 31 مايو 1980 الطول: 38 مليمتر الارتفاع: 48 مليمتر التسنين: تثقيب ½11 الرسام: بشير يلس الطابع: |  | الوصف يمثل هذا الطابع البريدي صورة لامرأة ترتدي الزي التقليدي لمنطقة الجزائر العاصمة. تظهر الرسمة امرأة ترتدي سترة زرقاء مطرزة ومزينة بنقوش تقليدية، وسروالا فضفاضا باللون البرتقالي المحمر، وتضع على رأسها غطاء بسيطا يعكس الطابع المحلي، مع عقود وحلي تقليدية تبرز الأصالة والجمال. يعد جزءًا من سلسلة طوابع توثق الأزياء التقليدية الجزائرية عبر مختلف المناطق. يبلغ ثمن الطابع 1.00 دينار، وقد طبع بإطار مزخرف بأشكال هندسية نباتية مستوحاة من الفن الإسلامي التقليدي. |

| 271 |  | الأزياء الجزائرية - الهقار القيمة الاسمية: 1 دينار جزائري الكمية المطبوعة: 500٬000 طابع بريد تاريخ الإصدار: 22 فبراير 1975 تاريخ السحب: 31 مايو 1980 الطول: 38 مليمتر الارتفاع: 48 مليمتر التسنين: تثقيب ½11 الرسام: بشير يلس الطابع: |  | الوصف يمثل هذا الطابع البريدي زيّا تقليديًا من منطقة الهڨار في جنوب الجزائر، موطن الطوارق. تظهر الصورة امرأة ترتدي لباسا واسعا يغلب عليه اللون الأزرق الغامق والبني، مزينا بزخارف هندسية تقليدية على الصدر، مع حلي فضية كبيرة تميز تراث الطوارق المعروف بطابعه الصحراوي الفريد. يعكس هذا الطابع، الصادر بقيمة 1.00 دينار. الطابع محاط بإطار زخرفي أبيض على خلفية بنية، يحمل عبارة "الجمهورية الجزائرية الديمقراطية الشعبية" في الأعلى، ويبرز اسم المنطقة بالفرنسية والعربية. |

| 272 |  | الأزياء الجزائرية - وهران القيمة الاسمية: 1 دينار جزائري الكمية المطبوعة: 500٬000 طابع بريد تاريخ الإصدار: 22 فبراير 1975 تاريخ السحب: 31 مايو 1980 الطول: 38 مليمتر الارتفاع: 48 مليمتر التسنين: تثقيب ½11 الرسام: بشير يلس الطابع: |  | الوصف يظهر هذا الطابع البريدي زيا تقليديا نسائيا من وهران، إحدى أهم المدن الساحلية غرب الجزائر. ترتدي المرأة في الصورة فستانا أزرق فاتحا مزخرفا بأوراق ذهبية، وحزاما بسيطًا عند الخصر، وتزين رأسها بغطاء رأس بلون مطابق. تكمل الإطلالة بحلي تقليدية من قلائد وأساور تعكس الطابع الثقافي للمنطقة. الطابع يحمل قيمة 1.00 دينار، وهو جزء من سلسلة طوابع تحتفي بالتنوع الثقافي واللباس التقليدي في الجزائر بعد الاستقلال. الإطار الزخرفي المزخرف يبرز جمال التصميم، وتذكر على الهامش العبارات بالفرنسية والعربية "ORAN" و"وهران"، مما يعزز الهوية الجهوية ضمن الوحدة الوطنية. |

| 273 |  | الأزياء الجزائرية - تلمسان القيمة الاسمية: 1 دينار جزائري الكمية المطبوعة: 500٬000 طابع بريد تاريخ الإصدار: 22 فبراير 1975 تاريخ السحب: 31 مايو 1980 الطول: 38 مليمتر الارتفاع: 48 مليمتر التسنين: تثقيب ½11 الرسام: بشير يلس الطابع: |  | الوصف يمثل هذا الطابع البريدي زيا تقليديا رجاليا من تلمسان. يصور الرجل وهو يرتدي سروالًا فضفاضا بلون خمري مزخرف عند الأطراف، وقميصا أرجوانيا تحت برنوس قصير مزين بزخارف نباتية، إضافة إلى شاش أبيض يلتف حول عنقه ورأسه وعمامة داكنة. في يده اليمنى يحمل عصا تقليدية، ما يرمز إلى الوقار والمكانة الاجتماعية. يحمل الطابع قيمة 1.00 دينار، وهو جزء من سلسلة طوابع تعكس الثراء الثقافي واللباس التقليدي للولايات الجزائرية، وقد صممه الفنان بشير يلس. تمتاز خلفيته بلون أزرق فاتح، وتُكتب كلمة "تلمسان" بالعربية والفرنسية، والكتابة الكوفية المزخرفة في الإطار. |

| 274 |  | الذكرى العاشرة لمنظمة العمل العربية القيمة الاسمية: 0٫50 دينار جزائري الكمية المطبوعة: 1٬350٬000 طابع بريد تاريخ الإصدار: 8 مارس 1975 تاريخ السحب: 31 مايو 1980 الطول: 36 مليمتر الارتفاع: 22 مليمتر التسنين: تثقيب 14 الرسام: محمد إيسياخم الطابع: |  | الوصف يمثل هذا الطابع البريدي الذكرى العاشرة لتأسيس منظمة العمل العربية، وهي منظمة متخصصة تابعة لجامعة الدول العربية تعنى بشؤون العمل والعمال في الوطن العربي. يبرز التصميم رموزا تعكس العمل والتكامل العربي، حيث نرى في الجهة اليمنى خريطة مجردة للعالم العربي يتوسطها عدد 10 داخل إكليل رمزي، بينما يظهر في الجهة اليسرى رمز يشبه المطرقة أو الأداة الصناعية، في إشارة إلى الطبقة العاملة. نقشت كلمة "الحرية" بالأعلى، وشعار "منظمة العمل العربية" بالأسفل. الطابع ذو لون بني أحمر على خلفية بيضاء، وتبلغ قيمته 0,50 دينار، وقد طبع باللغتين العربية والفرنسية. |

| 276 |  | يوم الطابع - بريد القنطرة القيمة الاسمية: 0٫50 دينار جزائري الكمية المطبوعة: 40٬000٬000 طابع بريد تاريخ الإصدار: 10 مايو 1975 تاريخ السحب: 31 مايو 1980 الطول: 23 مليمتر الارتفاع: 25 مليمتر التسنين: تثقيب ½11 الرسام: بشير يلس الطابع: |  | الوصف يخلد هذا الطابع البريدي مناسبة يوم الطابع البريدي، مبنى دار بريد القنطرة بالأوراس، وهو أحد المعالم المعمارية التي تجمع بين الوظيفة الحديثة والتصميم المستوحى من الطراز التقليدي. يظهر الطابع مشهدا طبيعيا خلابا يحيط بمبنى البريد، حيث تبدو النخيل والجبال في خلفية ملونة تنقل جمالية المنطقة الجبلية في الأوراس. تتجلى في المبنى الأقواس والقبة، مما يبرز البعد الثقافي والمعماري المحلي. نقش على الواجهة “البريد والمواصلات”. يبلغ قيمة الطابع 0.50 دينار جزائري، وكتب عليه باللغتين العربية والفرنسية. |

| 277 |  | الأمن الوطني - 1 يونيو القيمة الاسمية: 0٫50 دينار جزائري الكمية المطبوعة: 1٬000٬000 طابع بريد تاريخ الإصدار: 1 يونيو 1975 تاريخ السحب: 31 مايو 1980 الطول: 26 مليمتر الارتفاع: 36 مليمتر التسنين: تثقيب 13x13½ الرسام: بشير يلس الطابع: |  | الوصف يخلد هذا الطابع البريدي اليوم الوطني للشرطة، حيث يصور رجل أمن جزائري بزيه الرسمي، رمزا للانضباط والسهر على أمن الوطن. إلى جانب الشرطي، يظهر خريطة الجزائر متضمنة رموزا تمثل مختلف القطاعات الوطنية: الزراعة (سنبلة قمح)، الصناعة (برج حفر نفطي)، التعليم (كتاب)، والبناء (رافعة)، ما يعكس دور الشرطة في حماية مكتسبات التنمية الوطنية. العبارة "الأمن الوطني – أول يونيو" تبرز اليوم الوطني للشرطة. وتحدد قيمته بـ 0.50 دينار جزائري، مع تذييله باسم المصمم. |

| 278 |  | الشبكة الوطنية للاتصالات عبر الأقمار الصناعية - 0.50 دج القيمة الاسمية: 0٫50 دينار جزائري الكمية المطبوعة: 1٬000٬000 طابع بريد تاريخ الإصدار: 28 يونيو 1975 تاريخ السحب: 31 مايو 1980 الطول: 39 مليمتر الارتفاع: 30٫5 مليمتر التسنين: تثقيب 13x13½ الرسام: الطاهر بوكرْوي الطابع: |  | الوصف يظهر هذا الطابع البريدي محطة الاتصال الأرضية التابعة للشبكة الوطنية للاتصالات عبر الأقمار الصناعية. يحتل قرص هوائي مكبر (طبق استقبال) واجهة الطابع. تظهر في الخلفية مدينة جزائرية تقليدية مبنية على سفح تلالي، مما يعكس التلاقي بين الحداثة والتراث العمراني الأصيل. يمثل هذا الطابع خطوة رمزية نحو إدماج الجزائر في شبكة الاتصالات الدولية، وتعزيز بنيتها التحتية في مرحلة ما بعد الاستقلال، كما هو مذكور في العبارة "RESEAU NATIONAL DE TELECOMMUNICATIONS PAR SATELLITE". |

| 279 |  | الشبكة الوطنية للاتصالات عبر الأقمار الصناعية - 1 دج القيمة الاسمية: 1 دينار جزائري الكمية المطبوعة: 1٬000٬000 طابع بريد تاريخ الإصدار: 28 يونيو 1975 تاريخ السحب: 31 مايو 1980 الطول: 39 مليمتر الارتفاع: 30٫5 مليمتر التسنين: تثقيب 13x13½ الرسام: الطاهر بوكرْوي الطابع: |  | الوصف يجسد هذا الطابع البريدي التقدم التكنولوجي الذي شهدته الجزائر في مجال الاتصالات عبر الأقمار الصناعية، حيث يظهر في تصميمه خريطة الوطن مزودة بعدد من المحطات الأرضية التي ترمز إلى انتشار الشبكة الوطنية للاتصالات عبر التابع في مختلف أنحاء البلاد. كما يتضمن الطابع رموزا تقنية تمثل معدات البث والاستقبال، إلى جانب قمر صناعي يرسل إشارات إلى الأرض. |

| 280 |  | الشبكة الوطنية للاتصالات عبر الأقمار الصناعية - 1.20 دج القيمة الاسمية: 1٫20 دينار جزائري الكمية المطبوعة: 1٬000٬000 طابع بريد تاريخ الإصدار: 28 يونيو 1975 تاريخ السحب: 31 مايو 1980 الطول: 39 مليمتر الارتفاع: 30٫5 مليمتر التسنين: تثقيب 13x13½ الرسام: الطاهر بوكرْوي الطابع: |  | الوصف يبرز هذا الطابع البريدي المحطة الأرضية الدولية للاتصالات عبر التابع، وهي إحدى رموز التقدم العلمي والتقني في مجال الاتصالات السلكية واللاسلكية في الجزائر. يظهر التصميم مجموعة من الهوائيات البارابولية الكبيرة المنتصبة في موقع طبيعي محاط بالجبال، مما يعكس اندماج التكنولوجيا مع البيئة المحلية. |

| 281 |  | سكيكدة - 20 أوت 1955 القيمة الاسمية: 1 دينار جزائري الكمية المطبوعة: 1٬000٬000 طابع بريد تاريخ الإصدار: 20 أغسطس 1975 تاريخ السحب: 31 مايو 1980 الطول: 23 مليمتر الارتفاع: 32٫5 مليمتر التسنين: تثقيب 12 الرسام: الطاهر بوكرْوي الطابع: |  | الوصف يخلد هذا الطابع البريدي الذكرى العشرين لانتفاضة 20 أوت 1955 في مدينة سكيكدة، والتي كانت إحدى المحطات البارزة في مسار الثورة التحريرية الجزائرية. يظهر في التصميم مقاتل يحمل العلم الوطني عاليا وسط مشهد تعبيري يغلب عليه الأسلوب التجريدي، مع تدرجات ألوان زاهية، ويظهر في الخلفية مشهد صناعي. |

| 282 |  | ألعاب البحر الأبيض المتوسط الجزائر 1975 - السباحة القيمة الاسمية: 0٫25 دينار جزائري الكمية المطبوعة: 1٬000٬000 طابع بريد تاريخ الإصدار: 23 أغسطس 1975 تاريخ السحب: 31 مايو 1980 الطول: 36 مليمتر الارتفاع: 26 مليمتر التسنين: تثقيب 13 الرسام: سيد أحمد بن تونس الطابع: |  | الوصف يظهر هذا الطابع البريدي الذي صدر بمناسبة ألعاب البحر الأبيض المتوسط لعام 1975 في الجزائر العاصمة، رياضة السباحة بشكل رمزي، حيث تظهر أشكال هندسية تمثل سباحا في خضم المنافسة. تهيمن على التصميم ألوان الأزرق والأخضر التي ترمز إلى البحر والماء، ويتصدره شعار الألعاب المتوسطية. |

| 283 |  | ألعاب البحر الأبيض المتوسط الجزائر 1975 - الجودو القيمة الاسمية: 0٫50 دينار جزائري الكمية المطبوعة: 1٬000٬000 طابع بريد تاريخ الإصدار: 23 أغسطس 1975 تاريخ السحب: 31 مايو 1980 الطول: 36 مليمتر الارتفاع: 26 مليمتر التسنين: تثقيب 13 الرسام: سيد أحمد بن تونس الطابع: |  | الوصف يمثل هذا الطابع البريدي ألعاب البحر الأبيض المتوسط في الجزائر رياضة الجودو، حيث يظهر تصميم فني بألوان زاهية لشخصين في وضعية قتال على خلفية خريطة لمنطقة البحر الأبيض المتوسط. يتصدر الطابع شعار الألعاب مع الرموز الأولمبية الثلاثة. |

| 284 |  | ألعاب البحر الأبيض المتوسط الجزائر 1975 - كرة القدم القيمة الاسمية: 0٫70 دينار جزائري الكمية المطبوعة: 1٬000٬000 طابع بريد تاريخ الإصدار: 23 أغسطس 1975 تاريخ السحب: 31 مايو 1980 الطول: 36 مليمتر الارتفاع: 26 مليمتر التسنين: تثقيب 13 الرسام: سيد أحمد بن تونس الطابع: |  | الوصف يمثل هذا الطابع البريدي رياضة كرة القدم في إطار ألعاب البحر الأبيض المتوسط التي أقيمت في الجزائر. يظهر التصميم شكلًا هندسيا رياضيا للاعب وهو يركل الكرة على خلفية متعددة الألوان تشمل البحر وخريطة رمزية للمنطقة المتوسطية، مع شعار الألعاب والحلقات الثلاث. |

| 285 |  | ألعاب البحر الأبيض المتوسط الجزائر 1975 - ألعاب القوى القيمة الاسمية: 1 دينار جزائري الكمية المطبوعة: 1٬000٬000 طابع بريد تاريخ الإصدار: 23 أغسطس 1975 تاريخ السحب: 31 مايو 1980 الطول: 36 مليمتر الارتفاع: 26 مليمتر التسنين: تثقيب 13 الرسام: سيد أحمد بن تونس الطابع: |  | الوصف يمثل هذا الطابع البريدي رياضة ألعاب قوى ضمن ألعاب البحر الأبيض المتوسط التي نُظمت في الجزائر العاصمة. يظهر التصميم شكلا هندسياً للاعب يركض بخطوط حادة وتدرجات لونية زرقاء ترمز إلى القوة والديناميكية. كما يحتوي الطابع على شعارات الألعاب وشعار الجزائر وسنة الإصدار. |

| 286 |  | ألعاب البحر الأبيض المتوسط الجزائر 1975 - كرة اليد القيمة الاسمية: 1٫20 دينار جزائري الكمية المطبوعة: 1٬000٬000 طابع بريد تاريخ الإصدار: 23 أغسطس 1975 تاريخ السحب: 31 مايو 1980 الطول: 36 مليمتر الارتفاع: 26 مليمتر التسنين: تثقيب 13 الرسام: سيد أحمد بن تونس الطابع: |  | الوصف يمثل هذا الطابع البريدي رياضة كرة اليد ضمن فعاليات ألعاب البحر الأبيض المتوسط التي أقيمت في الجزائر العاصمة. يحمل الطابع رسما تجريديا حديثا للاعب كرة يد باللون الأزرق فوق خلفية حمراء، ما يعكس الحركة والنشاط. ويظهر أيضا شعار الألعاب المتوسطية وشعار الجزائر وسنة الإصدار. |

| 287 |  | كتلة مخرمة - ألعاب البحر الأبيض المتوسط الجزائر 1975 القيمة الاسمية: 4٫50 دينار جزائري الكمية المطبوعة: 100٬000 طابع بريد تاريخ الإصدار: 23 أغسطس 1975 تاريخ السحب: 31 مايو 1980 الطول: 135 مليمتر الارتفاع: 135 مليمتر التسنين: تثقيب 13 الرسام: سيد أحمد بن تونس الطابع: |  | الوصف يمثل هذا الطابع التذكاري المميز كتلة مخرمة مكونة من خمسة طوابع فردية صادرة بمناسبة ألعاب البحر الأبيض المتوسط لعام 1975 التي أقيمت في الجزائر العاصمة. كل طابع يجسد رياضة مختلفة السباحة، الجودو، كرة القدم، ألعاب القوى، وكرة اليد، باستخدام رموز تصويرية حديثة بألوان زاهية تعكس الحيوية والنشاط. يتوسط الكتلة شعار الألعاب وشعار الجزائر، مع كتابة ثمن البيع (4.50 دج) في الأسفل. |

| 288 |  | كتلة غير مخرمة - ألعاب البحر الأبيض المتوسط الجزائر 1975 القيمة الاسمية: 4٫50 دينار جزائري الكمية المطبوعة: 100٬000 طابع بريد تاريخ الإصدار: 23 أغسطس 1975 تاريخ السحب: 31 مايو 1980 الطول: 135 مليمتر الارتفاع: 135 مليمتر التسنين: تثقيب 13 الرسام: سيد أحمد بن تونس الطابع: |  | الوصف يمثل هذا الطابع التذكاري نفس الكتلة السابقة لكن غير مخرمة. |

| 289 |  | سطيف - قالمة - خراطة - 8 ماي 1945 - 0.50 دج القيمة الاسمية: 0٫50 دينار جزائري الكمية المطبوعة: 78٬500٬000 طابع بريد تاريخ الإصدار: 1 نوفمبر 1975 تاريخ السحب: 8 أكتوبر 1987 الطول: 22 مليمتر الارتفاع: 32 مليمتر التسنين: تثقيب 14 الرسام: محمد سعيد شريفي الطابع: |  | الوصف يخلد هذا الطابع البريدي ذكرى مجازر 8 مايو 1945 التي وقعت في مدن سطيف، قالمة وخراطة، والتي استهدفت المتظاهرين الجزائريين المطالبين بالاستقلال عن الاستعمار الفرنسي. الطابع، الذي صدر سنة 1975 بمناسبة الذكرى الثلاثين للمجزرة، يظهر أسماء المدن الثلاث مكتوبة باللغتين العربية والفرنسية وسط تصميم بسيط بلون أخضر. |

| 290 |  | سطيف - قالمة - خراطة - 8 ماي 1945 - 1 دج القيمة الاسمية: 1 دينار جزائري الكمية المطبوعة: 73٬690٬000 طابع بريد تاريخ الإصدار: 1 نوفمبر 1975 تاريخ السحب: 8 أكتوبر 1987 الطول: 22 مليمتر الارتفاع: 32 مليمتر التسنين: تثقيب 14 الرسام: محمد سعيد شريفي الطابع: |  | الوصف يعرض هذا الطابع البريدي نفس الموضوع الطابع السابق لكن بتصميم باللون الأحمر و ذات قيمة 1 دج. |

| 291 |  | المؤتمر العاشر للاتحاد البريدي العربي القيمة الاسمية: 1 دينار جزائري الكمية المطبوعة: 1٬000٬000 طابع بريد تاريخ الإصدار: 20 نوفمبر 1975 تاريخ السحب: 31 مايو 1980 الطول: 36 مليمتر الارتفاع: 25 مليمتر التسنين: تثقيب 12 الرسام: سيد أحمد بن تونس الطابع: |  | الوصف يمثل هذا الطابع البريدي احتفاء الجزائر باحتضان المؤتمر العاشر للاتحاد البريدي العربي. ويظهر التصميم خريطة الوطن العربي موحدة، تتوسطها حمامة ذهبية تحمل رسالة في منقارها، رمزاً للسلام والتواصل البريدي بين الدول العربية. وكتب على الخريطة "الجزائر" مكان انعقاد المؤتمر، مع إبراز سنة الحدث "1975" داخل جسم الحمامة. |

| 292 |  | 8 ماي 1945 - 0.05 دج القيمة الاسمية: 0٫05 دينار جزائري الكمية المطبوعة: 14٬250٬000 طابع بريد تاريخ الإصدار: 17 ديسمبر 1975 تاريخ السحب: 8 أكتوبر 1987 الطول: 22 مليمتر الارتفاع: 32 مليمتر التسنين: تثقيب 14 الرسام: محمد سعيد شريفي الطابع: |  | الوصف يعرض هذا الطابع البريدي نفس الموضوع الطابع رقم 289 لكن بتصميم باللون البرتقالي و ذات قيمة 0.05 دج. |

| 293 |  | 8 ماي 1945 - 0.10 دج القيمة الاسمية: 0٫10 دينار جزائري الكمية المطبوعة: 37٬550٬000 طابع بريد تاريخ الإصدار: 17 ديسمبر 1975 تاريخ السحب: 8 أكتوبر 1987 الطول: 22 مليمتر الارتفاع: 32 مليمتر التسنين: تثقيب 14 الرسام: محمد سعيد شريفي الطابع: |  | الوصف يعرض هذا الطابع البريدي نفس الموضوع الطابع رقم 289 لكن بتصميم باللون الأخضر و ذات قيمة 0.10 دج. |

| 294 |  | 8 ماي 1945 - 0.25 دج القيمة الاسمية: 0٫25 دينار جزائري الكمية المطبوعة: 17٬250٬000 طابع بريد تاريخ الإصدار: 17 ديسمبر 1975 تاريخ السحب: 8 أكتوبر 1987 الطول: 22 مليمتر الارتفاع: 32 مليمتر التسنين: تثقيب 14 الرسام: محمد سعيد شريفي الطابع: |  | الوصف يعرض هذا الطابع البريدي نفس الموضوع الطابع رقم 289 لكن بتصميم باللون الأزرق و ذات قيمة 0.25 دج. |

| 295 |  | 8 ماي 1945 - 0.30 دج القيمة الاسمية: 0٫30 دينار جزائري الكمية المطبوعة: 20٬885٬000 طابع بريد تاريخ الإصدار: 17 ديسمبر 1975 تاريخ السحب: 8 أكتوبر 1987 الطول: 22 مليمتر الارتفاع: 32 مليمتر التسنين: تثقيب 14 الرسام: محمد سعيد شريفي الطابع: |  | الوصف يعرض هذا الطابع البريدي نفس الموضوع الطابع رقم 289 لكن بتصميم باللون الأصفر و ذات قيمة 0.30 دج. |

| 296 |  | 8 ماي 1945 - 0.70 دج القيمة الاسمية: 0٫70 دينار جزائري الكمية المطبوعة: 18٬200٬000 طابع بريد تاريخ الإصدار: 17 ديسمبر 1975 تاريخ السحب: 8 أكتوبر 1987 الطول: 22 مليمتر الارتفاع: 32 مليمتر التسنين: تثقيب 14 الرسام: محمد سعيد شريفي الطابع: |  | الوصف يعرض هذا الطابع البريدي نفس الموضوع الطابع رقم 289 لكن بتصميم باللون البني و ذات قيمة 0.70 دج |

| 297 |  | مسجد قصر الباي - قسنطينة القيمة الاسمية: 1 دينار جزائري الكمية المطبوعة: 500٬000 طابع بريد تاريخ الإصدار: 22 ديسمبر 1975 تاريخ السحب: 31 مايو 1980 الطول: 33 مليمتر الارتفاع: 48٫5 مليمتر التسنين: تثقيب ½11 الرسام: الطابع: |  | الوصف يمثل هذا الطابع البريدي لوحة زخرفية من قصر "دوبا" بمدينة قسنطينة، ويبرز فيه فن الخط العربي والزخرفة الإسلامية. تتوسط الوحة كتابة بالخط العربي المنمق على خلفية زرقاء، محاطة بإطار هندسي مزخرف.. |

| 298 |  | مصلى ومدرسة سيدي بومدين - تلمسان القيمة الاسمية: 2 دينار جزائري الكمية المطبوعة: 500٬000 طابع بريد تاريخ الإصدار: 22 ديسمبر 1975 تاريخ السحب: 31 مايو 1980 الطول: 33 مليمتر الارتفاع: 48٫5 مليمتر التسنين: تثقيب ½11 الرسام: الطابع: |  | الوصف يصور هذا الطابع البريدي مشهدا من محراب مدرسة سيدي بومدين في تلمسان، وهو يعكس روعة الفن المعماري الإسلامي في الجزائر. يظهر المحراب بزخارف هندسية ونباتية متقنة، يتوسطها قوس مزخرف بنقوش دقيقة ومتناظرة، وتحيط به جدران مكسوة بالبلاط الملون بتنسيقات فنية تقليدية. |

| 299 |  | قصر الداي - الجزائر القيمة الاسمية: 2٫50 دينار جزائري الكمية المطبوعة: 500٬000 طابع بريد تاريخ الإصدار: 22 ديسمبر 1975 تاريخ السحب: 31 مايو 1980 الطول: 48٫5 مليمتر الارتفاع: 33 مليمتر التسنين: تثقيب ½11 الرسام: الطابع: |  | الوصف يمثل هذا الطابع البريدي مشهدا لقصر الداي في الجزائر العاصمة، وهو أحد المعالم المعمارية العثمانية البارزة. يظهر التصميم باحة القصر الداخلية المحاطة بأروقة مقوسة ذات أعمدة مزخرفة وشرفات خشبية منحوتة. يتوسط الفناء شجرة ويظهر أشخاص يرتدون أزياء تقليدية، مما يضفي على الطابع لمسة تاريخية حية. |

| 300 |  | ألفية جامعة الأزهر القيمة الاسمية: 2 دينار جزائري الكمية المطبوعة: 1٬000٬000 طابع بريد تاريخ الإصدار: 27 ديسمبر 1975 تاريخ السحب: 31 مايو 1980 الطول: 32 مليمتر الارتفاع: 47 مليمتر التسنين: تثقيب 12 الرسام: الطابع: |  | الوصف يمثل هذا الطابع البريدي احتفالًا بمرور ألف عام على تأسيس جامعة الأزهر، إحدى أعرق الجامعات الإسلامية في العالم. يظهر التصميم الواجهة المعمارية المميزة لجامع الأزهر في القاهرة، بمآذنه العالية وقبته الشهيرة، مما يعكس عراقة هذا الصرح العلمي والديني. |